# Piramidka

Piramidka na niełupce mniszka lekarskiego

Piramidka (ang. pyramis) – część owocu mniszka (Taraxacum) znajdująca się pomiędzy dzióbkiem a samą niełupką.